# Auswahl (Bildbearbeitung)

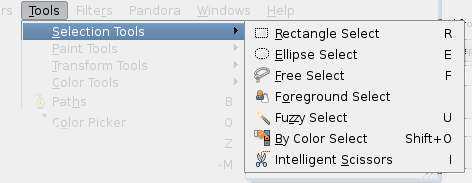
Verschiedene Variationen der Auswahl-Werkzeuge

Die Auswahl in der Bildbearbeitung ist eine Menge von Objekten, die der nächste Computerbefehl bearbeiten soll. Sie besteht aus allen Pixeln die innerhalb des Auswahlrahmens liegen. Ziel ist das Beschränken der Bearbeitungsfunktion auf einen bestimmten Bildausschnitt. In diversen Bildbearbeitungsprogrammen wie Photoshop oder DxO Photolab werden Auswahlen mit einem animierten schwarz-weiß gestricheltem Rand gekennzeichnet. Meistens gibt es mehrere unterschiedliche Auswahl-Werkzeuge um den Arbeitsaufwand zu verringern.

## Ursprünge
Auswahlen existierten schon vor den Anfängen der Bildbearbeitung und sind in verschiedenen Softwares und Programmiersprachen verankert. Die Auswahl ist ein Programmierkonstrukt, bei dem ein Codeabschnitt nur ausgeführt wird, wenn eine Bedingung erfüllt ist. Klickt man beispielsweise im „Dateimanager“ einen Dateinamen an, so wechselt sich dessen Farbe (die Auswahl). Wird in einem Textverarbeitungsprogramm Text ausgewählt und der „Fett“-Button geklickt, wird der ausgewählte Text fett (und sonst keiner).

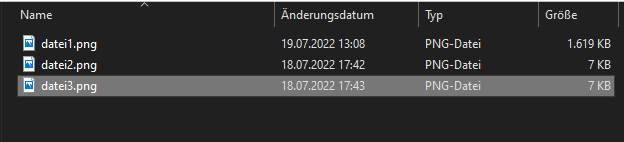
Beispiel für eine Auswahl im Dateimanager (die ausgewählte Datei ist hellgrau hinterlegt)

## Bildbearbeitung
In der Bildbearbeitung werden Auswahlen häufig eingesetzt, beispielsweise um:
- einen Hintergrund durch einen anderen zu ersetzen
- Personen oder Gegenstände freizustellen
- Teile eines Fotos mittels Farbkorrektur zu bearbeiten
- Effekte auf einen ausgewählten Bereich anzuwenden